# Maimuța goală
Maimuța goală (în original The Naked Ape: A Zoologist's Study of the Human Animal) este o carte din 1967 a zoologului Desmond Morris care privește omenirea precum specie și o compară cu alte specii animale. Cartea a fost tradusă în limba română de către Valeriu Rendec și a fost publicată pentru prima oară în 1991 de către editura Enciclopedica.
În 1969 a urmat The Human Zoo, o carte care examinează comportamentul uman la oraș.

## Rezumat
Maimuța goală, care a fost serializată în ziarul Daily Mirror și a fost tradusă în 23 de limbi, descrie comportamentul uman ca fiind în mare măsură rezultat al evoluției pentru a face față provocărilor vieții preistorice ca vânător. Autorul Desmond Morris, care fusese curatorul mamiferelor de la London Zoo, a spus că această carte a avut drept scop popularizarea și demistificarea științei. Cartea a fost numită astfel deoarece – priviți ca specie de maimuțe – numai oamenii (Homo sapiens sapiens) nu sunt acoperiți de păr:
„Există o sută nouăzeci și trei de specii de maimuțe în viață, unele cu coadă, altele fără. O sută nouăzeci și două dintre ele sunt acoperite cu păr. Excepție face o maimuță goală, auto-numită Homo sapiens.”
Morris consideră că Homo sapiens nu numai că are creierul cel mai dezvoltat dintre toate primatele superioare, dar și că selecția sexuală în evoluția umană a determinat ca masculul speciei să aibă cea mai mare dimensiune a penisului proporțional la masa corporală:
„Această specie neobișnuită și foarte reușită își petrece o bună parte din timp examinându-și mobilurile superioare și tot atât timp ignorându-și-le în mod studiat pe cele fundamentale. Este mândră că are cel mai mare creier dintre toate primatele, dar încearcă să ascundă faptul că are și cel mai mare penis, preferând să acorde această onoare puternicei gorile.”
Morris a presupus că lobii urechilor umani s-au dezvoltat ca zonă erogenă suplimentară pentru a facilita sexualitatea extinsă, necesară în evoluția legăturii perechii monogame umane. Morris a mai afirmat că forma mai rotunjită a sânilor femelelor din specia umană are drept scop principal semnalizarea sexuală în detrimetul aceluia de a produce lapte pentru sugari.
Morris a încadrat multe trăsături ale comportamentului uman în contextul evoluției, într-un moment în care explicațiile culturale erau mai ortodoxe. De exemplu, Morris a scris că legătura intensă a perechilor umane a evoluat astfel încât bărbații care se aflau în vânătoare puteau avea încredere că partenerele lor de acasă nu făceau sex cu alți bărbați și a sugerat posibilitatea ca pilozitatea să fi regresat deoarece goliciunea augumenta plăcerea tactilă a cuplului. La fel ca mulți alți scriitori de la sfârșitul anilor 1960 și 1970, Morris a atras atenția asupra exploziei demografice și a riscului suprapopulării, ceea ce ar putea provoca daune majore structurilor sociale relativ stabile, pe care oamenii le-au dezvoltat de-a lungul evoluției. 

## Critica și cenzura
Cartea a avut un succes editorial răsunător, ceea ce l-a determinat pe Morris să se mute în Malta în 1968 pentru a scrie în continuare și alte cărți. Pe lângă succesul editorial remarcabil, deși în general pozitivă, critica a fost extrem de diversă. Ipoteza Savannah asupra evoluției umane (pe care Morris o reprezintă) este – în prezent – considerată depășită în cercurile profesionale, la fel ca teoria maimuței acvatice, dezvoltată de către Elaine Morgan ca o critică la cartea Maimuța goală. Robin Dunbar, profesor de psihologia evoluției la Universitatea din Oxford consideră că acestă carte este o fotografie a ceea ce suntem:  
„Afirmația centrală a lui Morris, că o mare parte din comportamentul nostru poate fi înțeleasă în contextul comportamentului animal, a trecut cu siguranță testul timpului, chiar dacă unele detalii nu. [...] Nu pot spune cu sinceritate dacă această carte mi-a influențat decizia de a studia comportamentul maimuțelor sălbatice și, mai târziu, etologia umană. [...] Ceea ce poate că a făcut pentru mine e faptul că a creat un mediu în care agențiile de finanțare au fost dispuse să investească în munca de teren pentru observarea animalelor și a oamenilor, activități pe care le-am practicat ulterior.”
Pe de altă parte, cartea a deranjat reprezentate ale feminismului. Iată un exemplu:
„Problema lui cu femeile răzbate prin fiecare capitol. Să începem cu ceea ce fac femelele în timp ce bărbații evoluau. Morris răspunde: «Femelele au fost aproape permanent inglobate domiciliului». Dar după propria sa acceptare, vânătorii ar fi fost uneori departe cu săptămânile, urmărind prada. Deci, mai precis cum au reușit femeile să gestioneze hrănirea familiilor în aceste perioade?”
Adam Rutherford nota: 
„Există o mulțime de lucruri care să vă placă această carte. Descrierile sale despre fiziologie în timpul diverselor activități umane sunt precise, detaliate și geniale. Să ne poziționeze în regnul animal și sub auspiciile selecției naturale este absolut darwian. Maimuța goală a avut un succes colosal – au fost vândute 20 de milioane de exemplare, ceea ce reprezintă un număr uluitor pentru o carte aparent despre evoluția umană. Suporterii au susținut că valoarea sa reală este în popularizarea științei. Problema este – și a fost întotdeauna – că nu este știință. Este doar o carte de povestiri.”
În februarie 1976, cartea a fost scoasă din rafturile bibliotecilor liceale de către Consiliul de învățământ al Uniunii Școlare a Island Trees Union Free School District din New York. Acest caz a devenit obiectul unui proces al Curții Supreme a Statelor Unite în 1982.

## Adaptări de film
Scenariul filmului The Naked Ape (1973), regizat de Donald Driver și avându-i drept actori principali pe Johnny Crawford și Victoria Principal, este bazat pe cartea lui Desmond Morris. Aceeași carte stă la baza scenariului unui film independent din 2006 regizat de Daniel Mellitz (cu Josh Wise, Chelse Swain, Sean Shanks, Amanda MacDonald, Tony LaThanh și Corbin Bernsen). Dincolo de scenariile bazate în mod liber pe cartea sa, Morris nu a fost niciodată implicat în vreun film. 

## În cultura populară
Cartea este menționată în cântecul cu care Italia a participat la Concursul Muzical Eurovision din 2017, Occidentali's Karma al lui Francesco Gabbani, în care majoritatea versurilor conțin referințe filosofice. Textierul citise The Naked Ape. Moris, fiind „fascinat de cultura, frumusețea și bogăția” referințelor la teoriile sale, i-a trimis lui Gabbani o copie semnată a traducerii italiene a cărții ca semn de recunostință și sprijin.
Terence McKenna îl menționează pe Morris și cartea sa, Maimuța goală, în discursul său Culture is Your Operating System. 

## Vezi și
- Charles Darwin
- Sociobiologie
- The Territorial Imperative, carte a lui Robert Ardrey (1966)
- The Moral Animal, carte a lui Robert Wright (1994)

## Legături externe
- The Naked Ape1973 la Internet Movie Database și review